# Kota Pinang (Sultanat)
Kota Pinang, auch als Tasik bekannt, war ein kleines Sultanat im Nordosten der Insel Sumatra in Indonesien. Hauptstadt und Residenz des Sultans war die Stadt Kota Pinang.

## Entstehung
Das Sultanat umfasste eine Fläche von 1859 km². Es entstand im Jahre 1630, als das Sultanat Pinang Awan (auch Pinangawan) unter zwei Brüdern und einem Neffen des Rajas Halib von Pinang Awan in drei Nachfolgestaaten aufgeteilt wurde: Bila, Sungai Taras und Kota Pinang (Tasik). In Pinangawan war auf Batara Si Nomba, der dort von etwa 1580 bis 1610 herrschte, zunächst sein Sohn Halib (ca. 1610–1630) auf dem Thron gefolgt. Nach dessen Tod teilten sich die jüngeren Söhne Batara Si Nombas, Tohir Indra Alam I. und Segar Alam (Suman), sowie Tohir Indra Alams Sohn Awam das Erbe. Tohir Indra Alam herrschte von etwa 1630 bis 1650 in Bila, Segar Alam von etwa 1630 bis 1660 in Sungai Taras, und Awan, später als al-Marhum Mangkat di Tasik bekannt, war von 1630 bis 1680 Raja von Kota Pinang.
Um 1864 wurde Kota Pinang niederländisches Protektorat, und die Herrscher waren danach unter niederländischer Oberhoheit nur noch mit stark eingeschränkten Befugnissen und dem Titel Jang di-Pertuan (= Staatsoberhaupt) im Amt.

## Herrscher
- Awan, postumer Name al-Marhum Mangkat di Tasik (1630–1680)
- N.N., postumer Name al-Marhum Kahhar, Awans Sohn (ca. 1680–1710)
- Garang, al-Marhum Kahhars Sohn, nannte sich nicht mehr Raja sondern Sultan (ca. 1710–1715)
- Bongso I., Verwandtschaftsverhältnis unbekannt, möglicherweise Bruder Garangs (ca. 1715–1725)
- Kumala, Sohn Bongsos I. (ca. 1725–1780)
- N.N., postumer Name al-Marhum Muda, Sohn Kumalas (ca. 1780–1795)
- Bongso II., Sohn al-Marhum Mudas (ca. 1795–1815)
- Mustafa I., Sohn Bongsos II. (1815–1871); während seiner Herrschaft wurde Kota Pinang um 1864 niederländisches Protektorat
- Sati Jang di-Pertuan, Sohn Mustafas I., er war nicht mehr Sultan, sondern Jang di-Pertuan = Staatsoberhaupt (1871–1905)
- Sulung Mustafa II. Jang di-Pertuan Mansur Perkasa Alam Shah, Sohn Satis (1905–?)